# 北条貞房
北条 貞房（ほうじょう さだふさ、文永9年（1272年） - 延慶2年12月2日（1310年1月3日））は、鎌倉時代後期の北条氏の一門。通称は大仏（おさらぎ）貞房。

## 生涯・人物
父は大仏流の北条宣時。元服時に得宗家当主・北条貞時より偏諱を受けて貞房と名乗る。
当初は、引付衆や評定衆を歴任した。官位も、正応2年（1289年）12月29日には式部大丞、同3年（1290年）3月7日には従五位下（同年8月23日に引付衆）、永仁3年（1295年）12月29日には刑部少輔、嘉元4年（1306年、のち徳治に改元）7月19日には越前守、（徳治2年（1307年）12月13日に評定衆、）徳治3年（1308年）2月7日には従五位上となり、昇進を重ねた。
その後、延慶元年（1308年）11月20日から六波羅探題南方として上洛・赴任している。延慶2年（1309年）12月2日、京都にて38歳で死去。
歌人として優れ、『玉葉和歌集』や『続千載和歌集』には多数の作品が修められている。